# Roquefort-des-Corbières
Pour les articles homonymes, voir Roquefort.
Roquefort-des-Corbières  est une commune française située dans l'est du département de l'Aude en région Occitanie.
Sur le plan historique et culturel, la commune fait partie du massif des Corbières, un chaos calcaire formant la transition entre le Massif central et les Pyrénées. Exposée à un climat méditerranéen, elle est drainée par le Rieu, le ruisseau de Gasparets, le ruisseau de Picassou et par divers autres petits cours d'eau. Incluse dans le parc naturel régional de la Narbonnaise en Méditerranée, la commune possède un patrimoine naturel remarquable : deux sites Natura 2000 (les « basses Corbières » et l'« étang de Lapalme ») et cinq zones naturelles d'intérêt écologique, faunistique et floristique.
Roquefort-des-Corbières est une commune rurale qui compte 1 021 habitants en 2022, après avoir connu une forte hausse de la population depuis 1975. Elle fait partie de l'aire d'attraction de Narbonne. Ses habitants sont appelés les Roquefortois ou  Roquefortoises.
Le patrimoine architectural de la commune comprend un immeuble protégé au titre des monuments historiques : les Bornes milliaires, classées en 1974.

## Géographie

### Localisation
Roquefort-des-Corbières est une commune des Corbières. Elle est située à 5,8 km du chef-lieu de canton, Sigean, et à 77 km de la préfecture, Carcassonne.

### Communes limitrophes
Les communes limitrophes sont Feuilla, Fraissé-des-Corbières, La Palme, Portel-des-Corbières, Sigean, Villesèque-des-Corbières et Port-la-Nouvelle.
|                          | Portel-des-Corbières    | Sigean                               |
| Villesèque-des-Corbières | Roquefort-des-Corbières | Port-la-Nouvelle (sur 200 m)         |
| Fraissé-des-Corbières    | Feuilla                 | La Palme, Caves (par un quadripoint) |

### Géologie et relief
La principale caractéristique géographique du lieu est la falaise dominant le village.
L'altitude moyenne de la commune est 117 mètres.
Les espaces naturels de la commune sont essentiellement des garrigues.

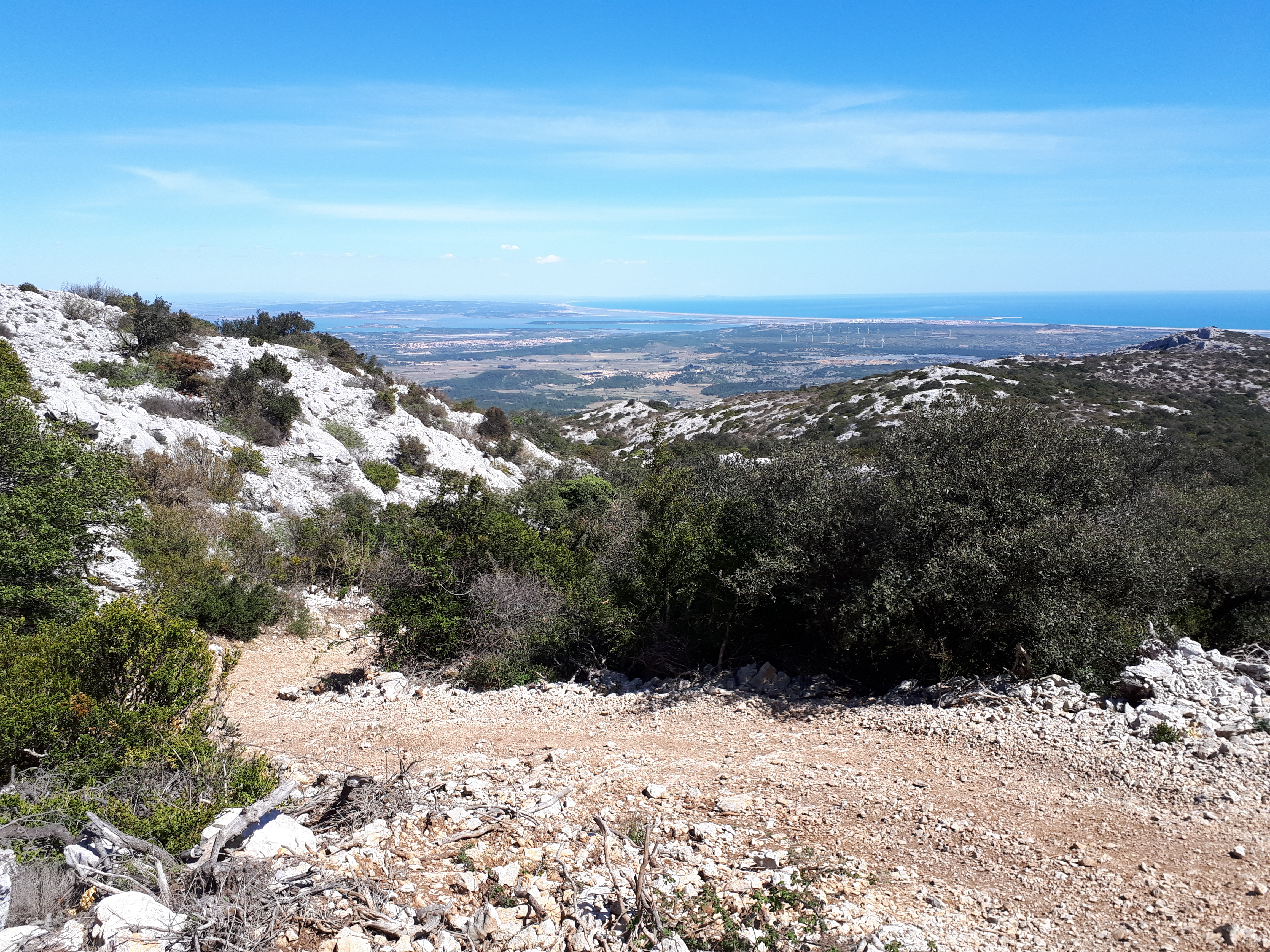
Paysage de garrigue dans l'angle sud-ouest de la commune. Vue vers le nord-est depuis les collines calcaires du Jurassique supérieur et du Crétacé inférieur. Au loin, au centre : le village de Roquefort-des-Corbières (avec Sigean et l'Étang de Bages-Sigean au-delà).
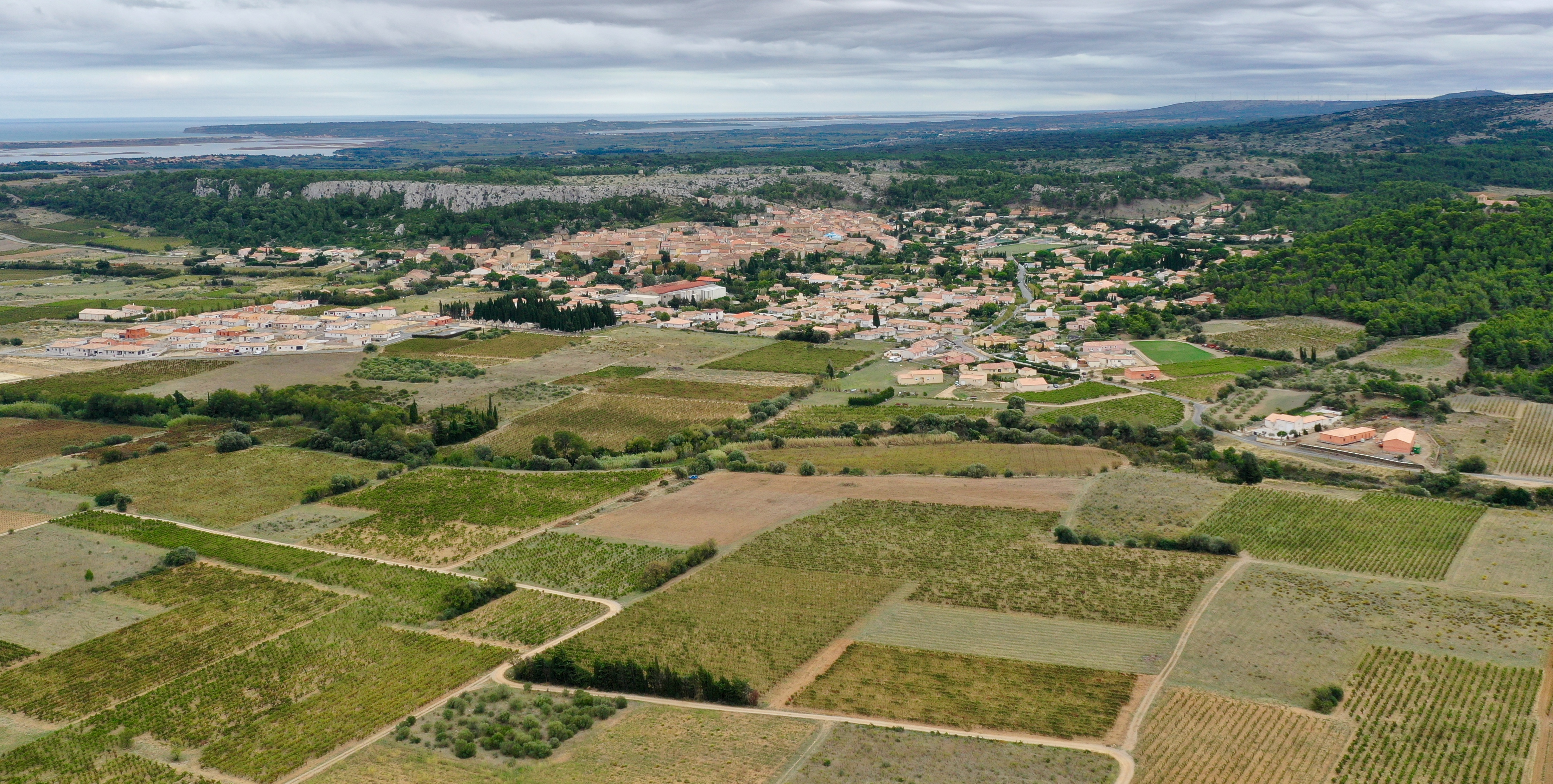
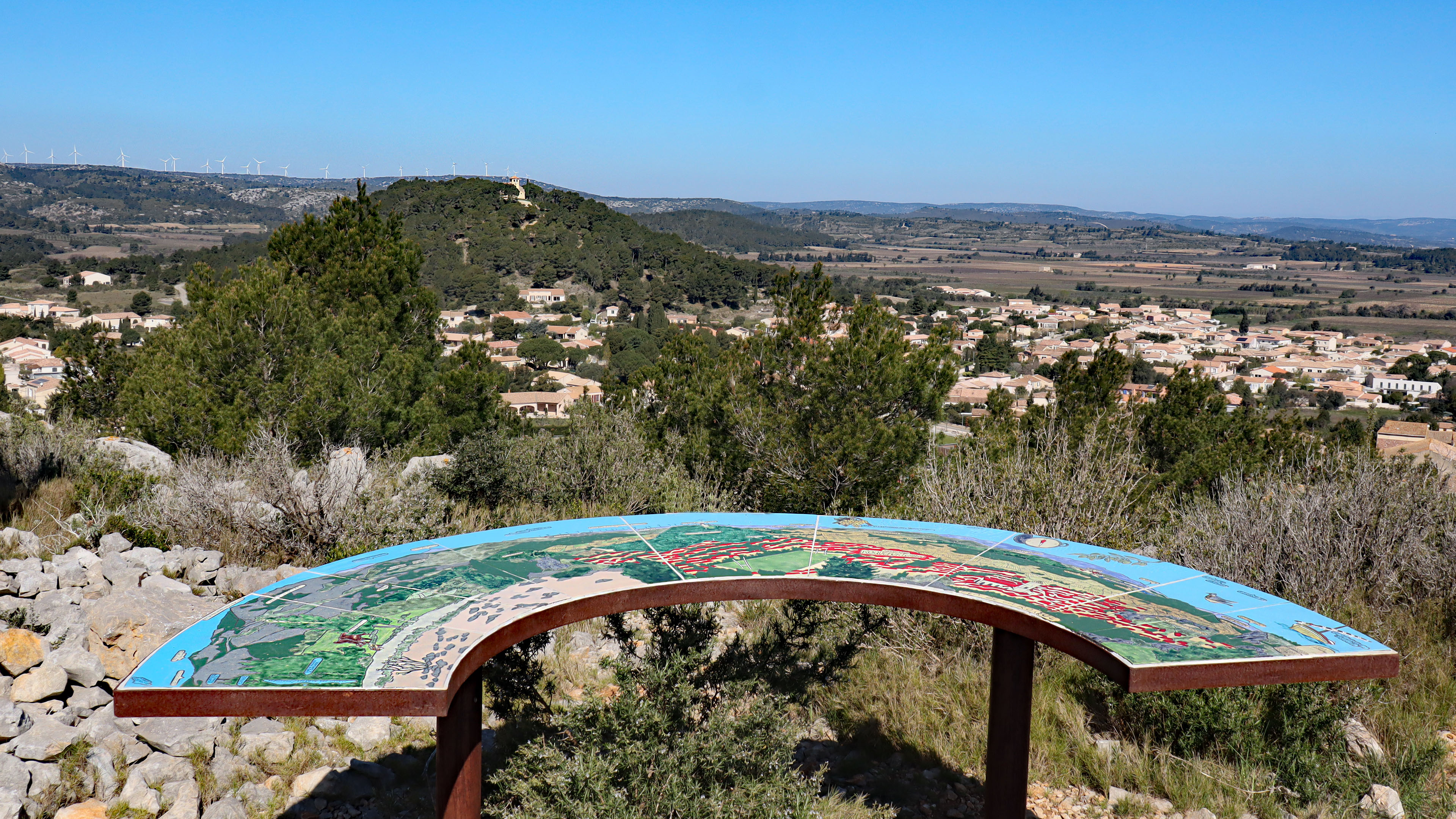

### Voies de communication et transports
La commune est desservie par la ligne 13 des Autobus de Narbonne.

### Hydrographie
La commune est dans la région hydrographique « Côtiers méditerranéens », au sein du bassin hydrographique Rhône-Méditerranée-Corse. Elle est drainée par le Rieu, le ruisseau de Gasparets, le ruisseau de Picassou, le ruisseau de Buffèque, le ruisseau de Labadal, le ruisseau de la Femme Morte, le ruisseau de la Goude, le ruisseau de la Jasse Rouge, le ruisseau de la Plaine, le ruisseau de Mezerac, le ruisseau de Millérou, le ruisseau de Saint-Clément, le ruisseau de Saint Pancrace, le ruisseau des Cabanettes,, qui constituent un réseau hydrographique de 47 km de longueur totale,.
Le Rieu, d'une longueur totale de 14,2 km, prend sa source dans la commune et s'écoule du sud-ouest vers le nord-est. Il traverse la commune et se jette dans l'Étang de Bages-Sigean à Sigean, après avoir traversé 3 communes.

### Climat
Pour des articles plus généraux, voir Climat de l'Occitanie et Climat de l'Aude.
En 2010, le climat de la commune est de type climat méditerranéen franc, selon une étude s'appuyant sur une série de données couvrant la période 1971-2000. En 2020, Météo-France publie une typologie des climats de la France métropolitaine dans laquelle la commune est exposée à un climat méditerranéen et est dans la région climatique Provence, Languedoc-Roussillon, caractérisée par une pluviométrie faible en été, un très bon ensoleillement (2 600 h/an), un été chaud (21,5 °C), un air très sec en été, sec en toutes saisons, des vents forts (fréquence de 40 à 50 % de vents > 5 m/s) et peu de brouillards.
Pour la période 1971-2000, la température annuelle moyenne est de 15 °C, avec une amplitude thermique annuelle de 15,5 °C. Le cumul annuel moyen de précipitations est de 620 mm, avec 5,8 jours de précipitations en janvier et 2,6 jours en juillet. Pour la période 1991-2020, la température moyenne annuelle observée sur la station météorologique la plus proche, située sur la commune de Portel-des-Corbières à 8 km à vol d'oiseau, est de 15,4 °C et le cumul annuel moyen de précipitations est de 660,0 mm,. Pour l'avenir, les paramètres climatiques de la commune estimés pour 2050 selon différents scénarios d’émission de gaz à effet de serre sont consultables sur un site dédié publié par Météo-France en novembre 2022.

### Milieux naturels et biodiversité

#### Espaces protégés
La protection réglementaire est le mode d’intervention le plus fort pour préserver des espaces naturels remarquables et leur biodiversité associée,.
La commune fait partie du parc naturel régional de la Narbonnaise en Méditerranée, créé en 2003 et d'une superficie de 68 350 ha, qui s'étend sur 21 communes du département. Composé de la majeure partie des milieux lagunaires du littoral audois et de ses massifs environnants, ce territoire représente en France l’un des rares et derniers grands sites naturels préservés, de cette ampleur et de cette diversité en bordure de Méditerranée (Golfe du Lion).

#### Réseau Natura 2000

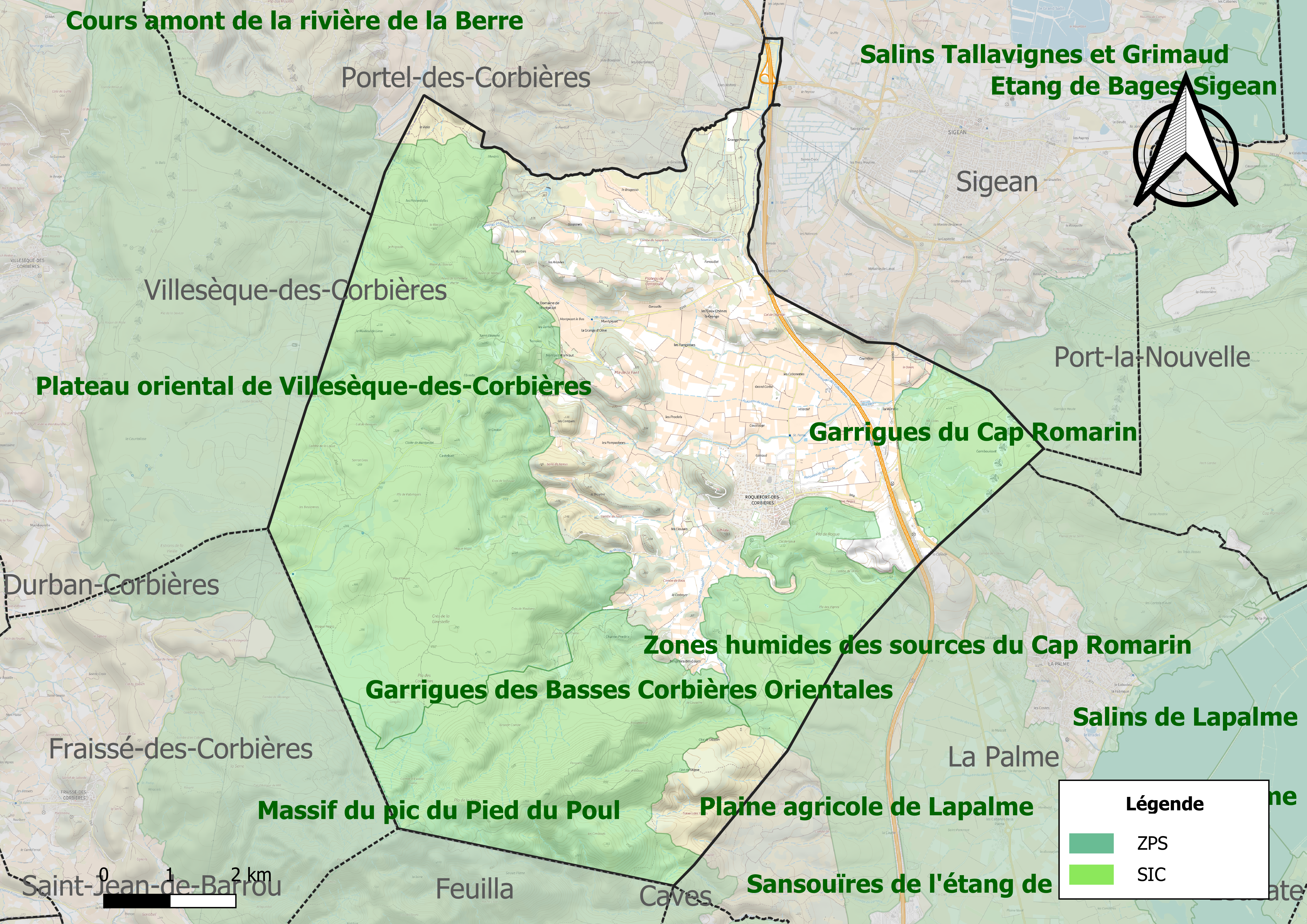
Sites Natura 2000 sur le territoire communal.

Le réseau Natura 2000 est un réseau écologique européen de sites naturels d'intérêt écologique élaboré à partir des directives habitats et oiseaux, constitué de zones spéciales de conservation (ZSC) et de zones de protection spéciale (ZPS).
deux sites Natura 2000 ont été définis sur la commune au titre de la directive oiseaux : : 
- les « basses Corbières », d'une superficie de 29 495 ha, un site important pour la conservation des rapaces : l'Aigle de Bonelli, l'Aigle royal, le Grand-duc d’Europe, le Circaète Jean-le-Blanc, le Faucon pèlerin, le Busard cendré, l'Aigle botté[18] ;
- l'« étang de Lapalme », d'une superficie de 3 904 ha, comprenant des formations plus ou moins salées en périphérie de la lagune qui présentent un intérêt majeur pour la nidification. En fonction du degré de salinité, et donc de la végétation, les espèces d'oiseaux se répartissent le territoire[19].

#### Zones naturelles d'intérêt écologique, faunistique et floristique
L’inventaire des zones naturelles d'intérêt écologique, faunistique et floristique (ZNIEFF) a pour objectif de réaliser une couverture des zones les plus intéressantes sur le plan écologique, essentiellement dans la perspective d’améliorer la connaissance du patrimoine naturel national et de fournir aux différents décideurs un outil d’aide à la prise en compte de l’environnement dans l’aménagement du territoire.
Trois ZNIEFF de type 1 sont recensées sur la commune :
- les « garrigues des Basses Corbières Orientales » (648 ha), couvrant 2 communes du département[21] ;
- le « massif du pic du Pied du Poul » (2 515 ha), couvrant 5 communes du département[22] ;
- le « plateau oriental de Villesèque-des-Corbières » (3 272 ha), couvrant 4 communes du département[23] ;

et deux ZNIEFF de type 2, : 
- les « Corbières orientales » (30 263 ha), couvrant 19 communes dont 12 dans l'Aude et 7 dans les Pyrénées-Orientales[24] ;
- les « garrigues du Cap Romarin » (1 935 ha), couvrant 4 communes du département[25].

Carte des ZNIEFF de type 1 et 2 à Roquefort-des-Corbières.
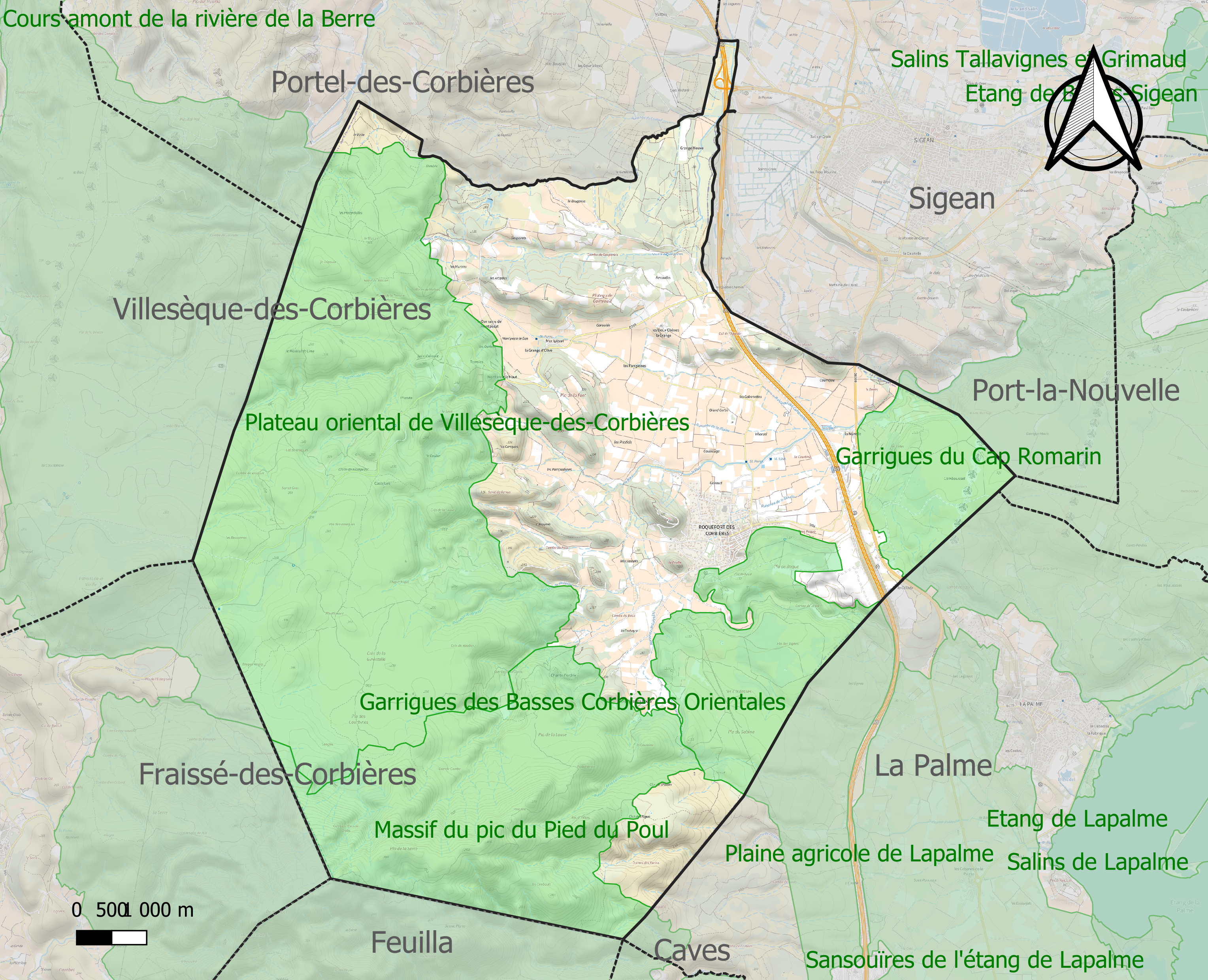
Carte des ZNIEFF de type 1 sur la commune.
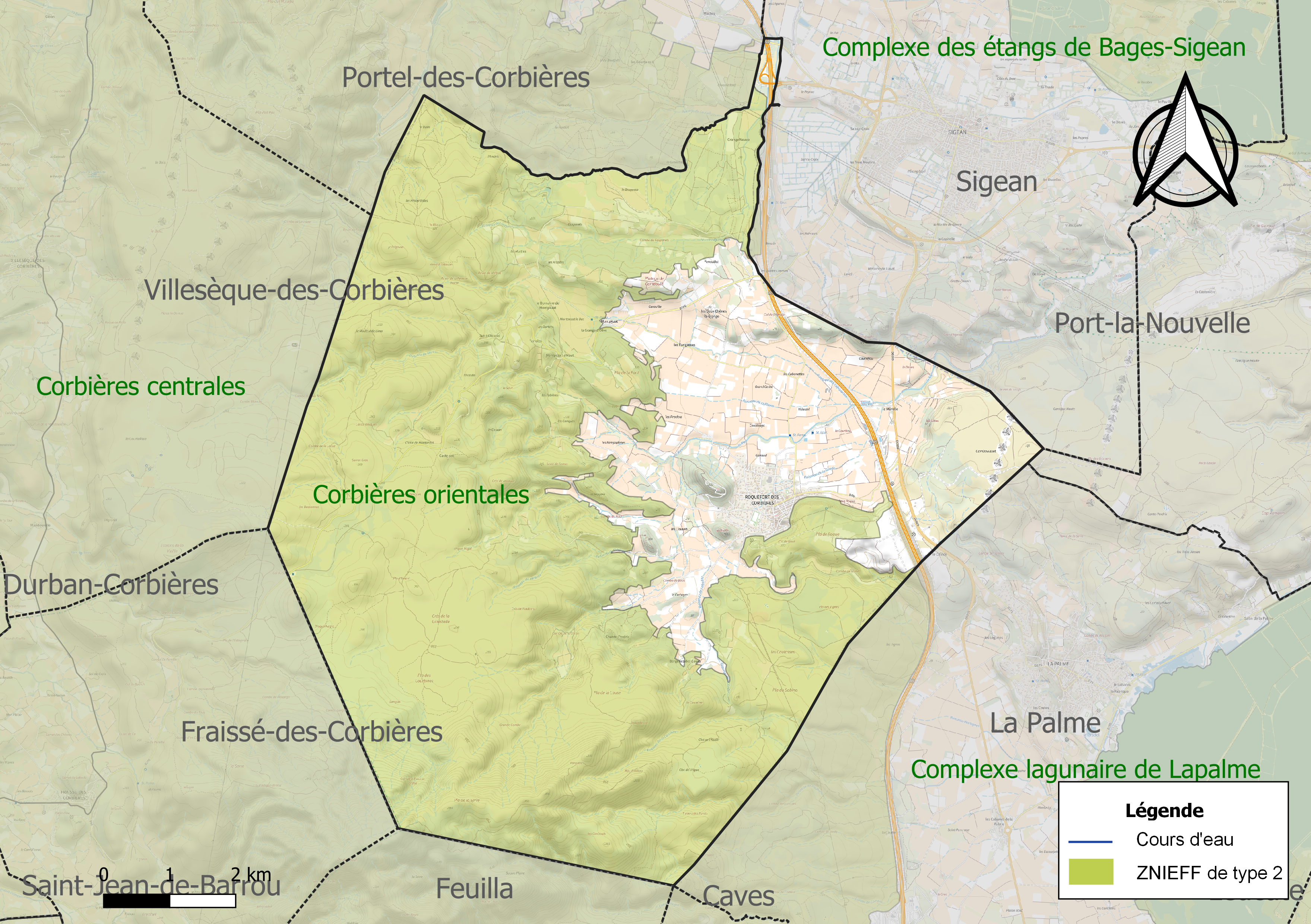
Carte des ZNIEFF de type 2 sur la commune.

## Urbanisme

### Typologie
Au 1er janvier 2024, Roquefort-des-Corbières est catégorisée bourg rural, selon la nouvelle grille communale de densité à 7 niveaux définie par l'Insee en 2022.
Elle est située hors unité urbaine. Par ailleurs la commune fait partie de l'aire d'attraction de Narbonne, dont elle est une commune de la couronne,. Cette aire, qui regroupe 71 communes, est catégorisée dans les aires de 50 000 à moins de 200 000 habitants,.

### Occupation des sols
L'occupation des sols de la commune, telle qu'elle ressort de la base de données européenne d’occupation biophysique des sols Corine Land Cover (CLC), est marquée par l'importance des forêts et milieux semi-naturels (74,1 % en 2018), une proportion sensiblement équivalente à celle de 1990 (74 %). La répartition détaillée en 2018 est la suivante : 
milieux à végétation arbustive et/ou herbacée (69,4 %), cultures permanentes (23,4 %), forêts (4,7 %), zones urbanisées (1,3 %), zones agricoles hétérogènes (0,8 %), zones industrielles ou commerciales et réseaux de communication (0,5 %). L'évolution de l’occupation des sols de la commune et de ses infrastructures peut être observée sur les différentes représentations cartographiques du territoire : la carte de Cassini (XVIIIe siècle), la carte d'état-major (1820-1866) et les cartes ou photos aériennes de l'IGN pour la période actuelle (1950 à aujourd'hui).

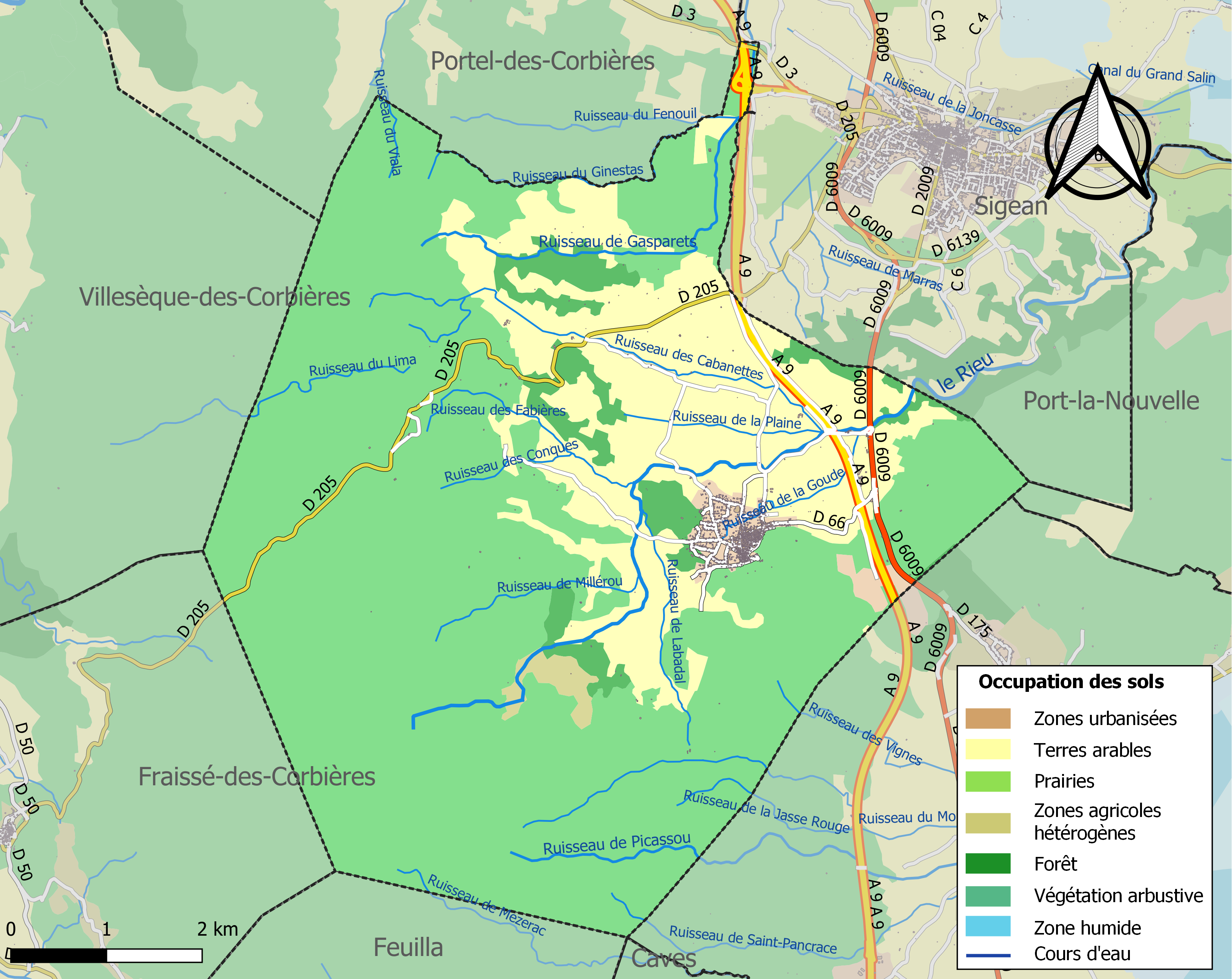
Carte des infrastructures et de l'occupation des sols de la commune en 2018 (CLC).

### Risques majeurs
Le territoire de la commune de Roquefort-des-Corbières est vulnérable à différents aléas naturels : météorologiques (tempête, orage, neige, grand froid, canicule ou sécheresse), inondations, feux de forêts et séisme (sismicité faible). Il est également exposé à un risque technologique,  le transport de matières dangereuses. Un site publié par le BRGM permet d'évaluer simplement et rapidement les risques d'un bien localisé soit par son adresse soit par le numéro de sa parcelle.

#### Risques naturels
Certaines parties du territoire communal sont susceptibles d’être affectées par le risque d’inondation par débordement de cours d'eau, notamment le ruisseau de Glandes. La commune a été reconnue en état de catastrophe naturelle au titre des dommages causés par les inondations et coulées de boue survenues en 1982, 1986, 1992, 1994, 1996, 1999, 2003, 2009, 2013, 2014 et 2015,.

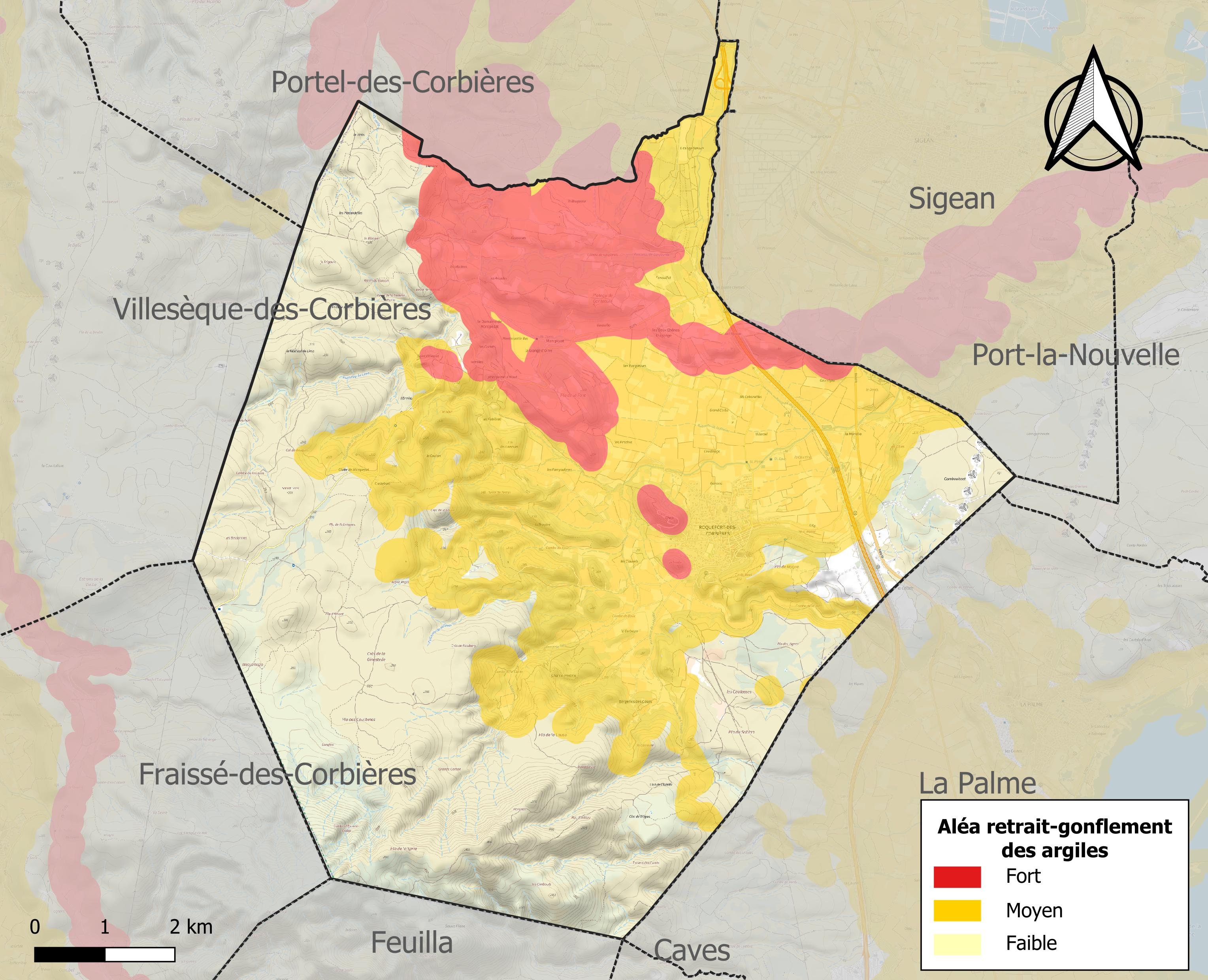
Carte des zones d'aléa retrait-gonflement des sols argileux de Roquefort-des-Corbières.

Le retrait-gonflement des sols argileux est susceptible d'engendrer des dommages importants aux bâtiments en cas d’alternance de périodes de sécheresse et de pluie. 52 % de la superficie communale est en aléa moyen ou fort (75,2 % au niveau départemental et 48,5 % au niveau national). Sur les 703 bâtiments dénombrés sur la commune en 2019, 698 sont en aléa moyen ou fort, soit 99 %, à comparer aux 94 % au niveau départemental et 54 % au niveau national. Une cartographie de l'exposition du territoire national au retrait gonflement des sols argileux est disponible sur le site du BRGM,.

#### Risques technologiques
Le risque de transport de matières dangereuses sur la commune est lié à sa traversée par une route à fort trafic. Un accident se produisant sur une telle infrastructure est en effet susceptible d’avoir des effets graves au bâti ou aux personnes jusqu’à 350 m, selon la nature du matériau transporté. Des dispositions d’urbanisme peuvent être préconisées en conséquence.

## Histoire

### Les Templiers et les Hospitaliers
Les chevaliers de l'ordre du Temple étaient implantés à Roquefort au XIIIe siècle avec une maison et des biens qui dépendaient de leur commanderie de Périès (domus de Rocafort, 1205),. Au début du XIVe siècle ces biens furent dévolus aux Hospitaliers de l'ordre de Saint-Jean de Jérusalem et rattachés à leur commanderie d'Homps au sein du grand prieuré de Saint-Gilles.

### Époque contemporaine
Le 19 juillet 2008, un incendie détruit 60 hectares de garrigue.

## Politique et administration

### Liste des maires
| Période                                  | Période       | Identité                    | Étiquette | Qualité                                                    |
| ---------------------------------------- | ------------- | --------------------------- | --------- | ---------------------------------------------------------- |
| mars 1988                                | mars 2014     | Christian Théron            | RPR-UMP   | Conseiller général du canton de Sigean (2001-2015)         |
| mars 2014                                | novembre 2020 | Marie-Christine Théron-Chet | UMP-LR    | Conseillère départementale du canton de Sigean depuis 2015 |
| novembre 2020                            | mars 2021     | Délégation spéciale         |           |                                                            |
| mars 2021                                | En cours      | Luc Castan                  |           |                                                            |
| Les données manquantes sont à compléter. |               |                             |           |                                                            |

## Démographie
| 1793 | 1800 | 1806 | 1821 | 1831 | 1836 | 1841 | 1846 | 1851 |
| ---- | ---- | ---- | ---- | ---- | ---- | ---- | ---- | ---- |
| 285  | 293  | 295  | 430  | 471  | 468  | 567  | 629  | 636  |

| 1856 | 1861 | 1866 | 1872 | 1876  | 1881  | 1886  | 1891  | 1896  |
| ---- | ---- | ---- | ---- | ----- | ----- | ----- | ----- | ----- |
| 606  | 612  | 705  | 815  | 1 000 | 1 250 | 1 351 | 1 240 | 1 182 |

| 1901  | 1906  | 1911  | 1921  | 1926 | 1931 | 1936 | 1946 | 1954 |
| ----- | ----- | ----- | ----- | ---- | ---- | ---- | ---- | ---- |
| 1 216 | 1 102 | 1 034 | 1 005 | 932  | 832  | 840  | 669  | 643  |

| 1962 | 1968 | 1975 | 1982 | 1990 | 1999 | 2004 | 2006 | 2009 |
| ---- | ---- | ---- | ---- | ---- | ---- | ---- | ---- | ---- |
| 647  | 621  | 657  | 560  | 616  | 664  | 849  | 894  | 947  |

| 2014  | 2019 | 2022  | - | - | - | - | - | - |
| ----- | ---- | ----- | - | - | - | - | - | - |
| 1 032 | 990  | 1 021 | - | - | - | - | - | - |

En termes de population, Roquefort-des-Corbières est la 463e des 1 545 communes du Languedoc-Roussillon.

## Économie

### Revenus
En 2018  (données Insee publiées en septembre 2021), la commune compte 456 ménages fiscaux, regroupant 1 010 personnes. La médiane du revenu disponible par unité de consommation est de 19 690 € (19 240 € dans le département).

### Emploi
| Division       | 2008   | 2013   | 2018   |
| -------------- | ------ | ------ | ------ |
| Commune        | 7,8 %  | 13,2 % | 11,9 % |
| Département    | 10,2 % | 12,8 % | 12,6 % |
| France entière | 8,3 %  | 10 %   | 10 %   |

En 2018, la population âgée de 15 à 64 ans s'élève à 566 personnes, parmi lesquelles on compte 71,4 % d'actifs (59,5 % ayant un emploi et 11,9 % de chômeurs) et 28,6 % d'inactifs,. En  2018, le taux de chômage communal (au sens du recensement) des 15-64 ans est inférieur à celui du département, mais supérieur à celui de la France, alors qu'en 2008 il était inférieur à celui de la France.
La commune fait partie de la couronne de l'aire d'attraction de Narbonne, du fait qu'au moins 15 % des actifs travaillent dans le pôle,. Elle compte 115 emplois en 2018, contre 153 en 2013 et 145 en 2008. Le nombre d'actifs ayant un emploi résidant dans la commune est de 345, soit un indicateur de concentration d'emploi de 33,3 % et un taux d'activité parmi les 15 ans ou plus de 47,8 %.
Sur ces 345 actifs de 15 ans ou plus ayant un emploi, 79 travaillent dans la commune, soit 23 % des habitants. Pour se rendre au travail, 87,6 % des habitants utilisent un véhicule personnel ou de fonction à quatre roues, 1,8 % les transports en commun, 7,4 % s'y rendent en deux-roues, à vélo ou à pied et 3,3 % n'ont pas besoin de transport (travail au domicile).

### Activités hors agriculture

#### Secteurs d'activités
85 établissements sont implantés  à Roquefort-des-Corbières au 31 décembre 2019. Le tableau ci-dessous en détaille le nombre par secteur d'activité et compare les ratios avec ceux du département,.
| Secteur d'activité                                                                                        | Commune | Commune | Département |
| Secteur d'activité                                                                                        | Nombre  | %       | %           |
| --- | ------- | ------- | ----------- |
| Ensemble                                                                                                  | 85      | 100 %   | (100 %)     |
| Industrie manufacturière, industries extractives et autres                                                | 13      | 15,3 %  | (8,8 %)     |
| Construction                                                                                              | 15      | 17,6 %  | (14 %)      |
| Commerce de gros et de détail, transports, hébergement et restauration                                    | 29      | 34,1 %  | (32,3 %)    |
| Information et communication                                                                              | 1       | 1,2 %   | (1,6 %)     |
| Activités financières et d'assurance                                                                      | 1       | 1,2 %   | (2,7 %)     |
| Activités immobilières                                                                                    | 4       | 4,7 %   | (5,2 %)     |
| Activités spécialisées, scientifiques et techniques et activités de services administratifs et de soutien | 11      | 12,9 %  | (13,3 %)    |
| Administration publique, enseignement, santé humaine et action sociale                                    | 2       | 2,4 %   | (13,2 %)    |
| Autres activités de services                                                                              | 9       | 10,6 %  | (8,8 %)     |

Le secteur du commerce de gros et de détail, des transports, de l'hébergement et de la restauration est prépondérant sur la commune puisqu'il représente 34,1 % du nombre total d'établissements de la commune (29 sur les 85 entreprises implantées  à Roquefort-des-Corbières), contre 32,3 % au niveau départemental.

#### Entreprises
Les quatre entreprises ayant leur siège social sur le territoire communal qui génèrent le plus de chiffre d'affaires en 2020 sont : 
- Larubal, débits de boissons (200 k€)
- Fournil La Grignotte, location de terrains et d'autres biens immobiliers (66 k€)
- Aci, ingénierie, études techniques (29 k€)
- AEV, activités des sociétés holding (29 k€)

La principale culture pratiquée sur la commune est la viticulture. Le vin produit est classé en Vin de pays, sous l'appellation Vin de pays des Coteaux du Littoral Audois, depuis le décret 2000/848 du 1er septembre 2000.
Un projet de développement de la production d'énergie renouvelable, sur le territoire de la commune, est à l'étude. Il comprend un parc éolien avec 21 aérogénérateurs de 2,2 MW chacun, et deux centrales photovoltaïques qui occuperont au total près d'une cinquantaine d'hectares.

### Agriculture
La commune est dans la « Région viticole » de l'Aude, une petite région agricole occupant une grande partie centrale du département, également dénommée localement « Corbeilles Minervois et Carcasses-Limouxin ». En 2020, l'orientation technico-économique de l'agriculture  sur la commune est la viticulture.
|               | 1988 | 2000 | 2010 | 2020 |
| ------------- | ---- | ---- | ---- | ---- |
| Exploitations | 90   | 70   | 50   | 35   |
| SAU (ha)      | 965  | 949  | 975  | 551  |

Le nombre d'exploitations agricoles en activité et ayant leur siège dans la commune est passé de 90 lors du recensement agricole de 1988  à 70 en 2000 puis à 50 en 2010 et enfin à 35 en 2020, soit une baisse de 61 % en 32 ans. Le même mouvement est observé à l'échelle du département qui a perdu pendant cette période 60 % de ses exploitations,. La surface agricole utilisée sur la commune a également diminué, passant de 965 ha en 1988 à 551 ha en 2020. Parallèlement la surface agricole utilisée moyenne par exploitation a augmenté, passant de 11 à 16 ha.

## Vie pratique

### Enseignement
Roquefort-des-Corbières possède un jardin d'enfants.

### Culture
Roquefort-des-Corbières possède une Maison des jeunes, de la culture et des loisirs (MJCL).
De nombreuses associations animent le village. En ce qui concerne la culture, l'association " Roquefort Histoire et Patrimoine" édite tous les ans une ou deux revues qui sont disponibles à la médiathèque de Narbonne.En partenariat avec le parc naturel régional, cette association entretien le site de La Clotte où se trouvent deux bornes milliaires (lien ci-dessous).

### Activités sportives
L'association "Roquefort Corbières Randonnées" propose des randonnées sur la commune ainsi que sur le département de l'Aude et les départements voisins (voir lien ci-dessous).
Sur la commune, un itinéraire balisé de 17 km permet de découvrir de nombreux vestiges agropastoraux et d'admirer de vastes panoramas. Roquefort est un village étape du Sentier cathare qui chemine de la Méditerranée aux Pyrénées.
L'association "Roc'Touch Rugby Loisir" propose une activité de Rugby à 5 sur la commune.

## Culture locale et patrimoine

### Lieux et monuments

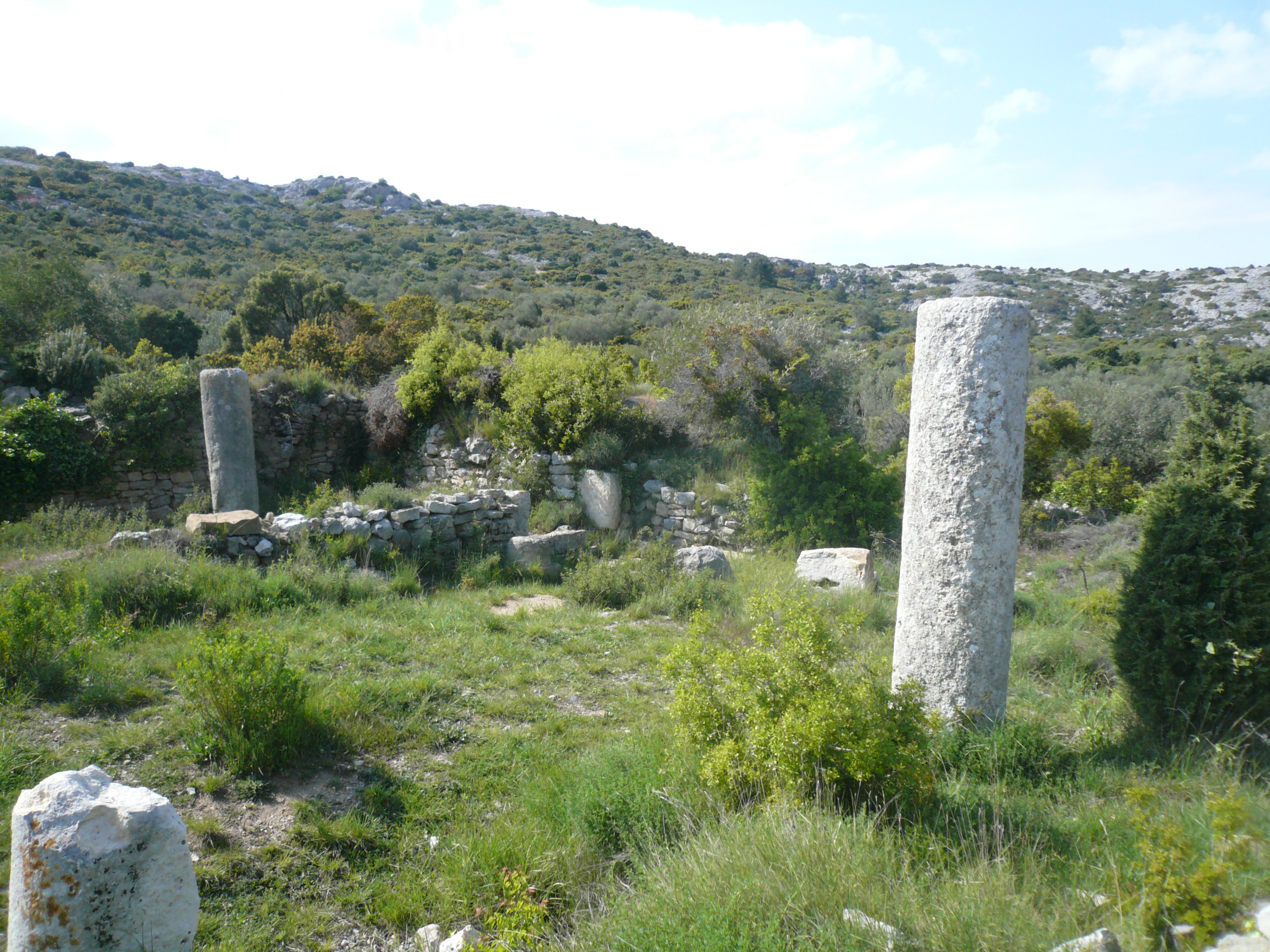
Bornes milliaires au sud ouest du village.
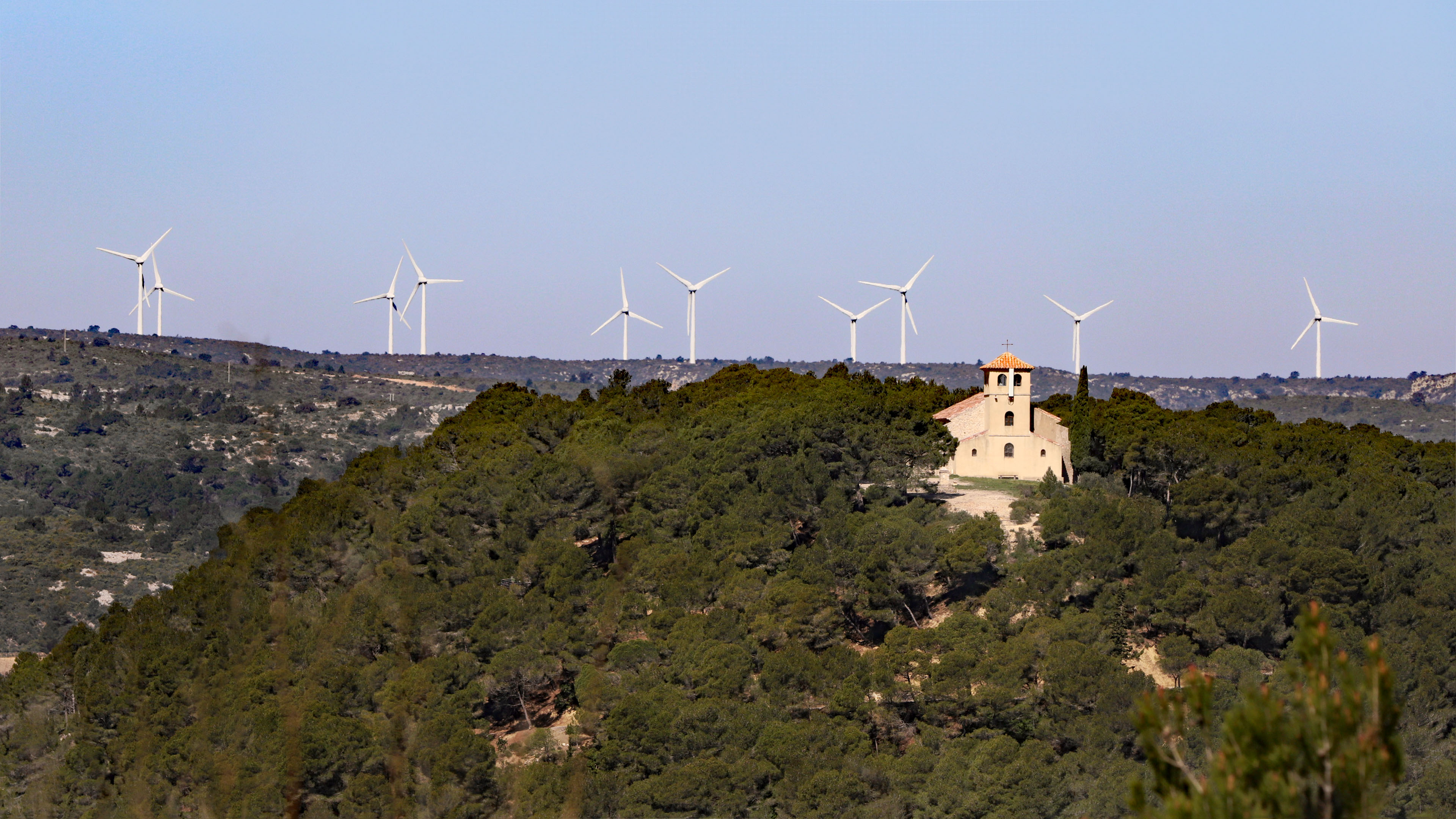
La chapelle Saint-Martin.
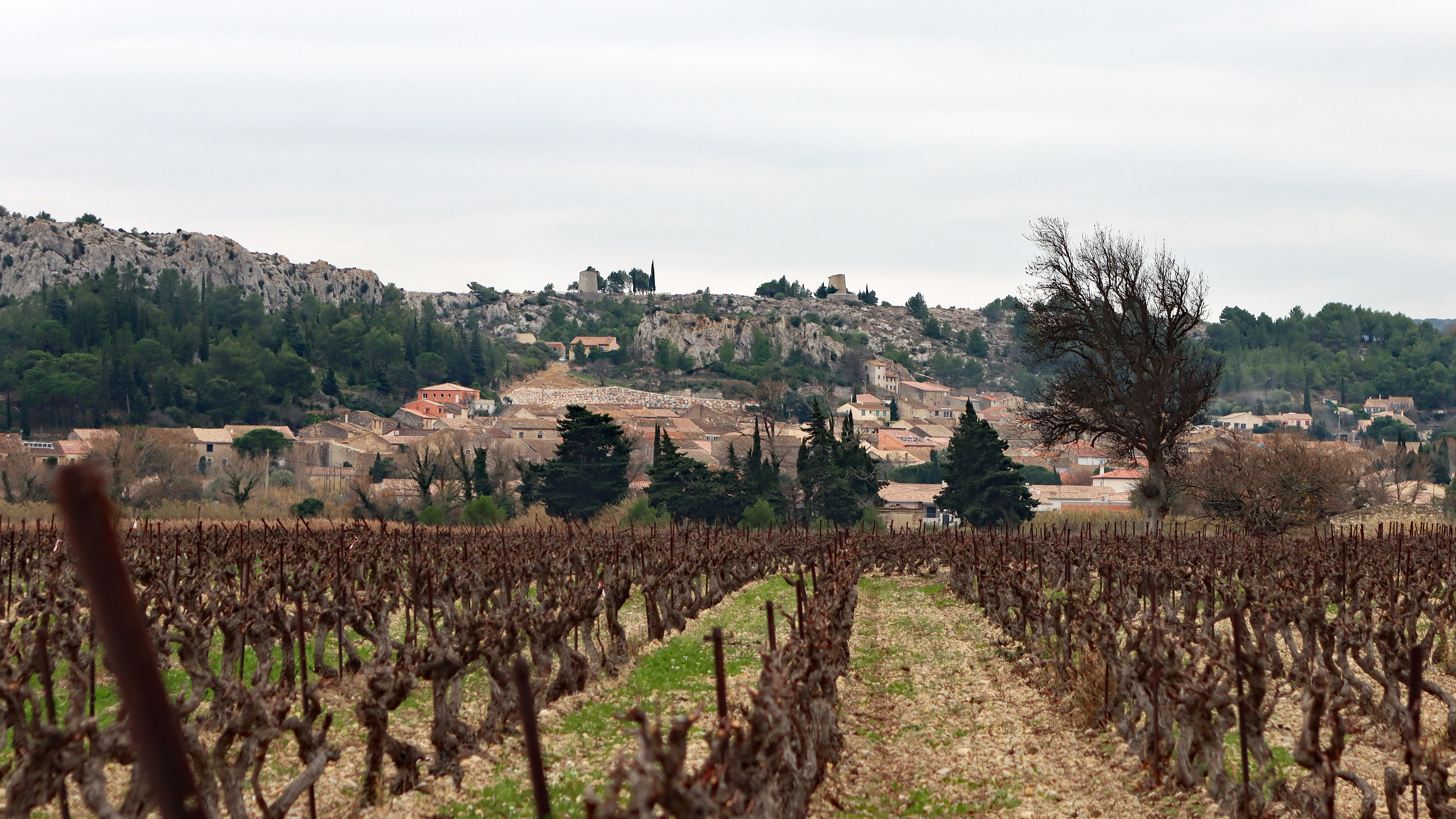
Le village au pied de la Falaise de la Roque
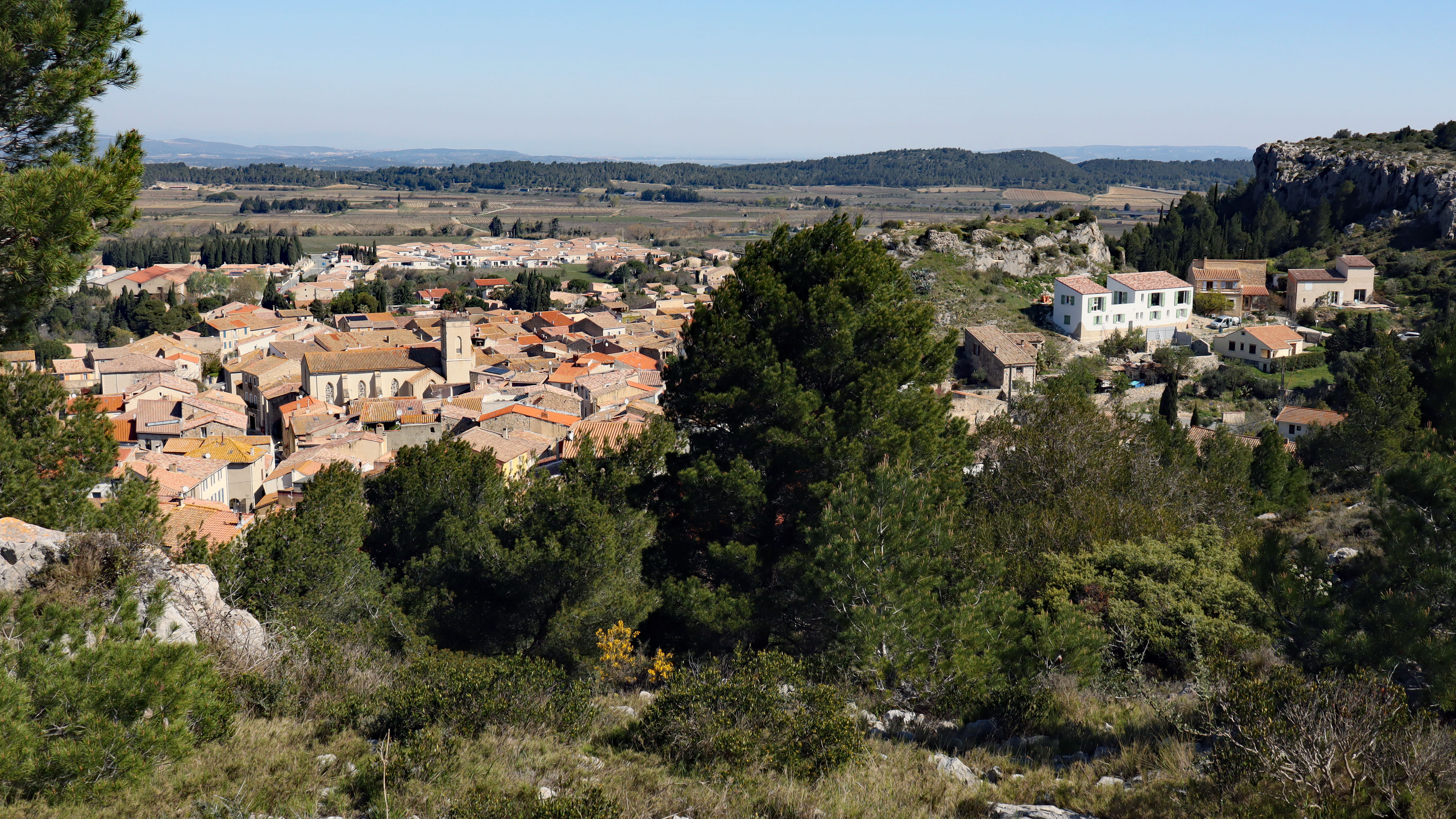
Le village vu du col de Naut.
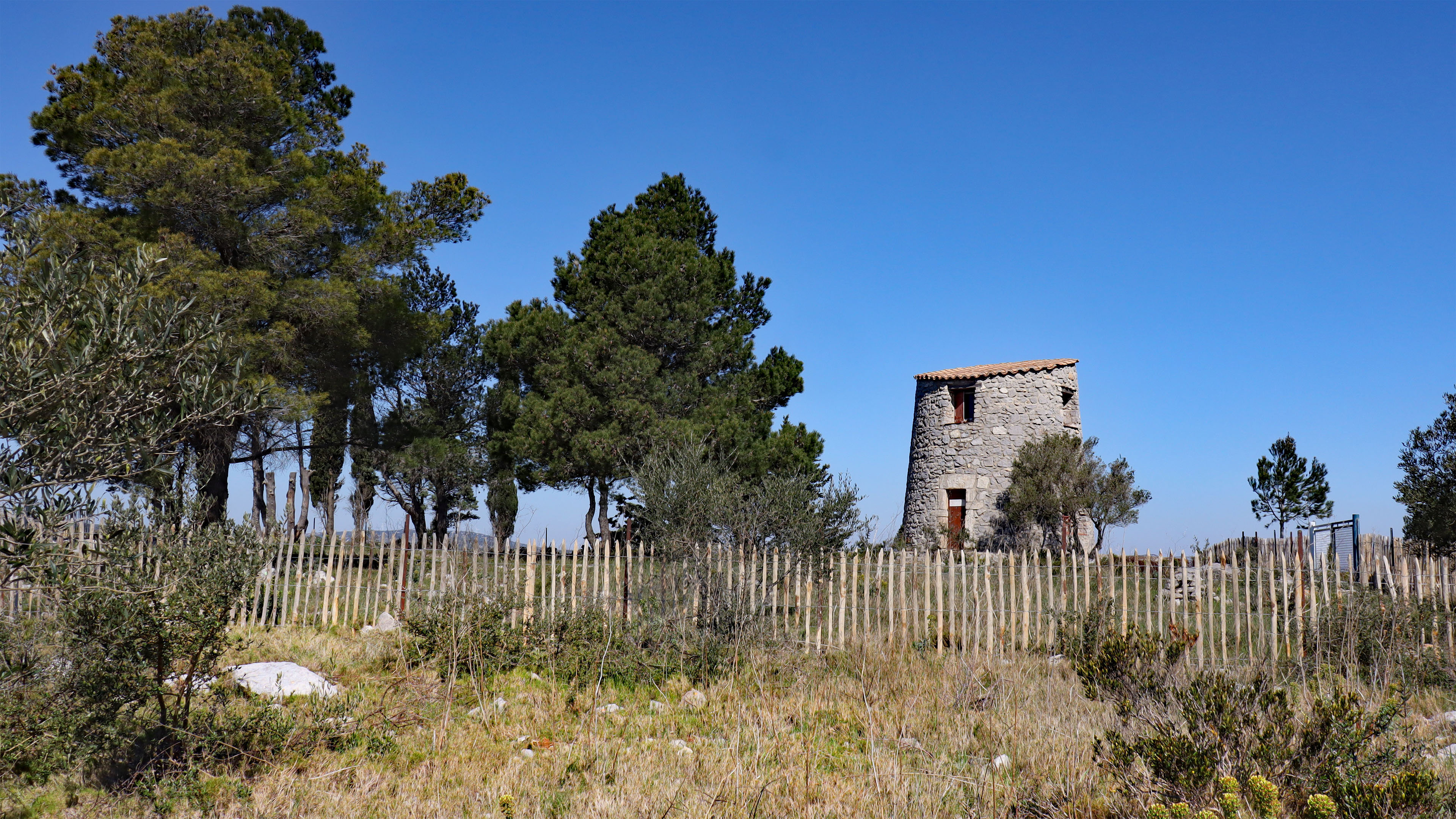
Moulin sur le Pla de Roque.
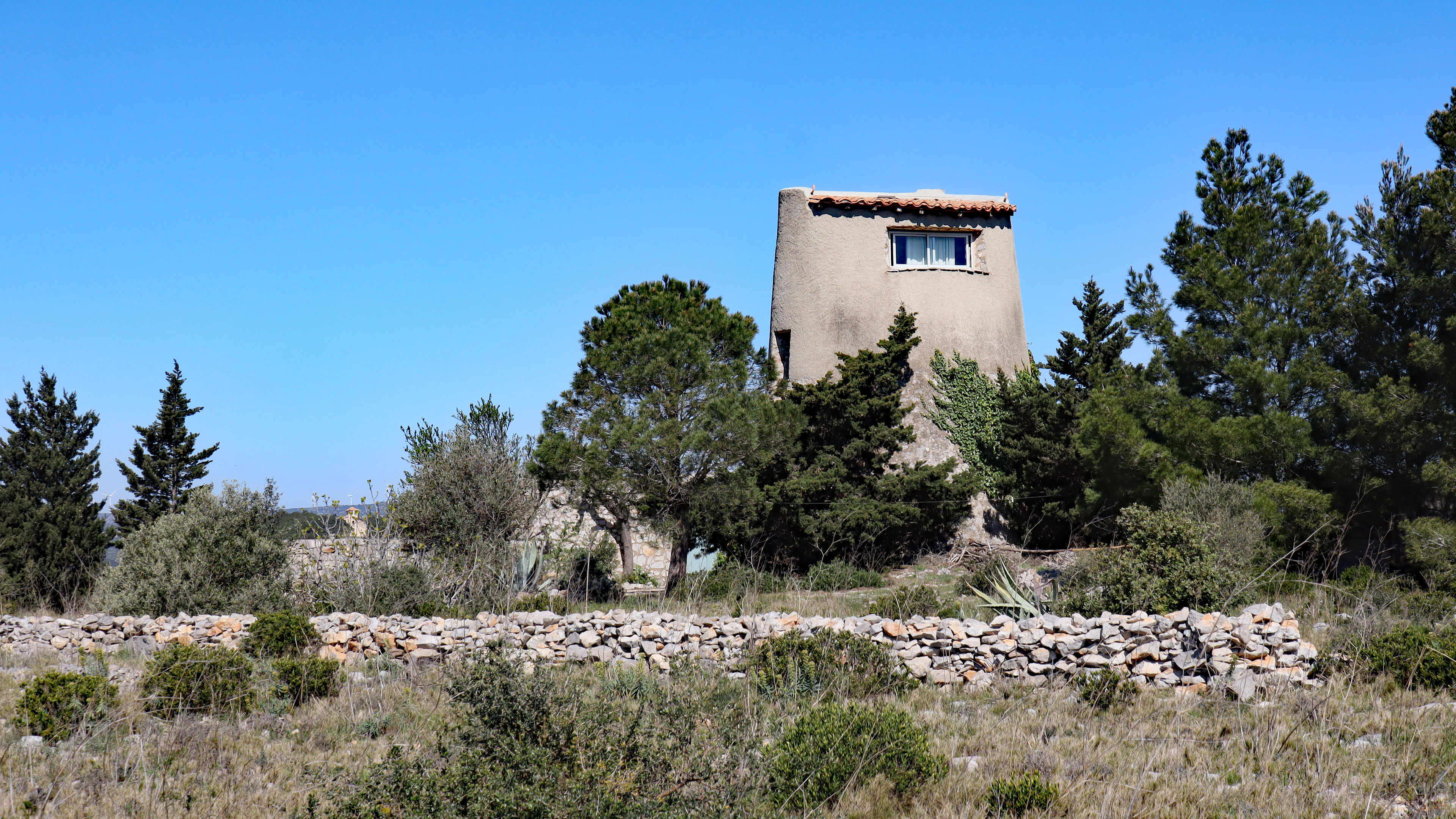
Moulin sur le Pla de la Roque.
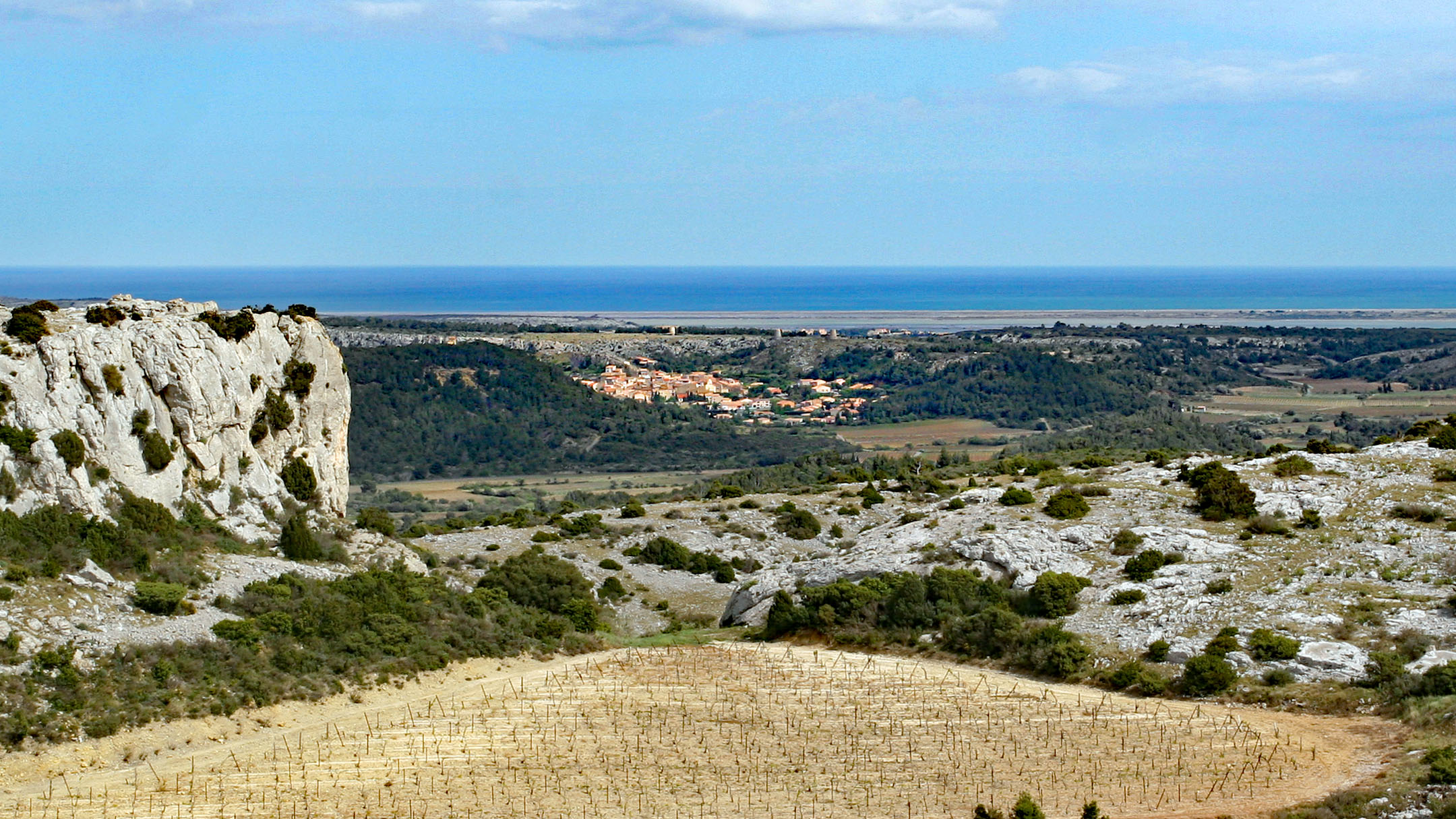
Au loin la Méditerranée.

Roquefort-des-Corbières abrite une église dédiée à saint Martin.
- Église Saint-Martin de Roquefort-des-Corbières.
- Chapelle Saint-Martin de Roquefort-des-Corbières.
La chapelle, le calvaire et leurs abords sont inscrits au titre des sites naturels depuis 1942[50].
- A environ 3 km au sud-ouest du village, trois bornes milliaires romaines et un fragment d'une quatrième sont dressées dans un petit vallon dit la combe de la Clotte. Deux des milliaires portent le nom du premier empereur, Auguste, qui régna de 27 av. J.C. à 14 apr. J.C. Le troisième milliaire porte celui des empereurs Constantin et Licinius (IVe siècle ap. J-C). Les Romains dressaient des bornes numérotées de mille en mille pas (1481 m) tout au long des voies romaines, pour guider les voyageurs et rendre hommage à l'empereur. Les quatre bornes de Roquefort-des-Corbières étaient initialement implantées au bord de la Via Domitia qui passait par la plaine à proximité du littoral, en contrebas. Elles ont toutes été déplacées à une époque encore indéterminée.
- Sur le territoire de la commune, on peut voir des capitelles, abris de pierre sèche liés à la viticulture.
- La falaise du site de la Roque est inscrite au titre des sites naturels depuis 1942[51].

### Personnalités liées à la commune
- Louis Martrou (1866-1964) pionnier de la spéléologie française.
- Yves Noé (1921-2002) joueur de rugby à XV du Stade toulousain, évoluant au poste de numéro 8 (1,81 m - 92 kg). Champion de France de rugby à XV en 1947. Dirigeant à la Fédération française de rugby. Il est inhumé dans son village d'origine, Roquefort-des-Corbières[52].

### Héraldique
| Blason de Roquefort-des-Corbières | Blason  | D'azur au pal fuselé d'or et d'azur.             |
| Blason de Roquefort-des-Corbières | Détails | Le statut officiel du blason reste à déterminer. |